# Khalīfeh-ye Qadīm
Khalīfeh-ye Qadīm (persiska: خلیفه قدیم, Khalţeh) är en ort i Iran.   Den ligger i provinsen Khuzestan, i den västra delen av landet, 500 km sydväst om huvudstaden Teheran. Khalīfeh-ye Qadīm ligger 94 meter över havet och antalet invånare är 320.
Terrängen runt Khalīfeh-ye Qadīm är platt, och sluttar söderut. Runt Khalīfeh-ye Qadīm är det ganska tätbefolkat, med 104 invånare per kvadratkilometer. Närmaste större samhälle är Susa, 19,9 km sydväst om Khalīfeh-ye Qadīm. Trakten runt Khalīfeh-ye Qadīm består till största delen av jordbruksmark.